# Posljednji podvig diverzanta Oblaka (1978.)
Posljednji podvig diverzanta oblaka, hrvatski dugometražni film iz 1978. godine.